# 女性のノーベル賞受賞者

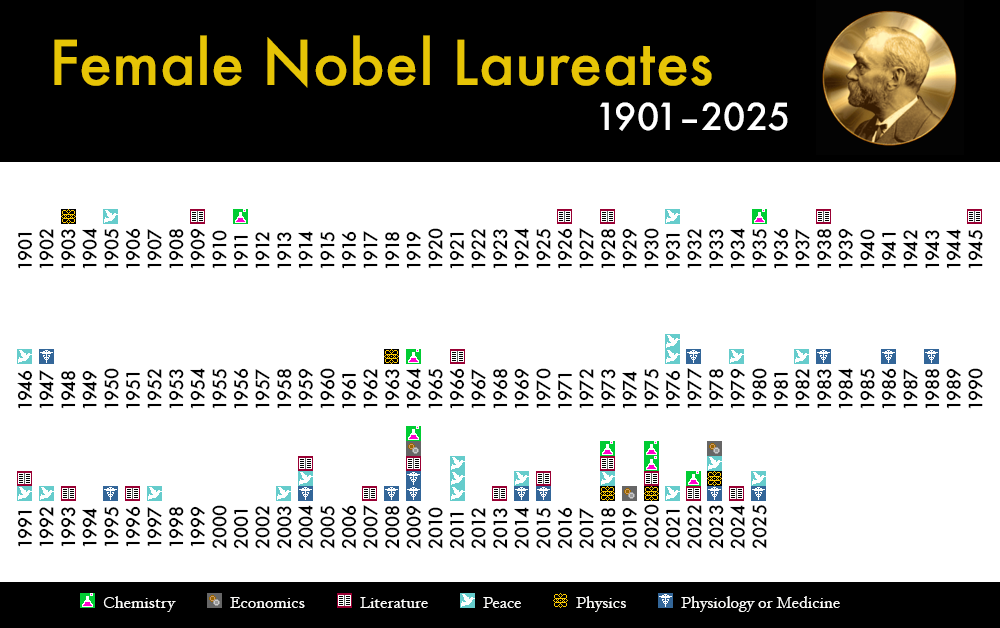
女性のノーベル賞受賞者の分布

本記事では女性のノーベル賞受賞者（じょせいのノーベルしょうじゅしょうしゃ）について記述する。
総じて女性のノーベル賞受賞者は非常に少ない。2019年現在、ノーベル賞の受賞者のうち、男性が866人、女性が53人、団体が24団体である。団体を除くと、女性のノーベル賞受賞者は全体のわずか5%（約20人に1人）である。 
各部門別での女性のノーベル賞受賞者の分布は次の通りである。 
- ノーベル平和賞：19人（111人、30団体中[3][4]：13.5%）
- ノーベル文学賞：18人（121人中[5]：14.8%）
- ノーベル生理学・医学賞：13人（227人中[6]：5.7%）
- ノーベル化学賞：8人（194人中[7]：4.1%）
- ノーベル物理学賞：5人（225人中[8]：2.2%）
- ノーベル経済学賞：3人（93人中[9]：3.2%）

ノーベル賞を受賞した最初の女性はマリ・キュリーである。 彼女は1903年に、夫のピエール・キュリーとアンリ・ベクレルとともに物理学賞を受賞した。その後、1911年に化学賞も受賞し、現在まで唯一の2度受賞した女性となる。マリの娘、イレーヌ・ジョリオ=キュリーは1935年に化学賞を受賞したため、これもノーベル賞を受賞した唯一の母娘ペアである。 
2009年に5人の女性が4つのカテゴリで受賞し、現在まで女性受賞者が最も多い年である。 
直近でノーベル賞を受賞した女性は、2024年の韓江 (小説家)（文学賞）である。
日本人の女性ノーベル賞受賞者はまだいないが、2017年に被爆者女性のサーロー節子が平和賞受賞団体の核兵器廃絶国際キャンペーンのメンバーとして授賞式で受賞講演を行った。

## 一覧
| 年     | 画像                                             | 名前                                                                     | 国籍                                       | 種類         | 受賞理由 |
| ------ | ------------------------------------------------ | ------------------------------------------------------------------------ | ------------------------------------------ | ------------ | --- |
| 1903年 |                                                  | マリ・キュリー Marie Curie, née Sklodowska                               | フランス共和国 （ ポーランド立憲王国出身） | 物理学       | アンリ・ベクレルによって発見された放射現象に関する共同研究                                                       |
| 1905年 |                                                  | ベルタ・フォン・ズットナー Bertha von Suttner                            | オーストリア＝ハンガリー帝国               | 平和         | 『武器を捨てよ!』の著作と、国際平和ビューローの会長として平和運動への寄与に対して                                |
| 1909年 |                                                  | セルマ・ラーゲルレーヴ Selma Lagerlöf                                    | スウェーデン                               | 文学         | その著作を特徴付ける崇高な理想主義、生気溢れる想像力、精神性の認識を称えて                                       |
| 1911年 |                                                  | マリ・キュリー Marie Curie, née Sklodowska                               | フランス共和国 （ ポーランド立憲王国出身） | 化学         | ラジウムおよびポロニウムの発見                                                                                   |
| 1926年 |                                                  | グラツィア・デレッダ Grazia Deledda                                      | イタリア王国                               | 文学         | 生まれ故郷の島（サルデーニャ島）での生活と人間の一般的な問題を深く、同情的に描写した、理想的な天来の著作に対して |
| 1928年 |                                                  | シグリ・ウンセット Sigrid Undset                                         | ノルウェー                                 | 文学         | 中世北欧の生活についての力強い著述に対して                                                                       |
| 1931年 |                                                  | ジェーン・アダムズ Jane Addams                                           | アメリカ合衆国                             | 平和         | 婦人国際平和自由連盟の指導とその社会改革に対して                                                                 |
| 1935年 |                                                  | イレーヌ・ジョリオ＝キュリー Irène Joliot-Curie                          | フランス共和国                             | 化学         | 人工放射性元素の発見                                                                                             |
| 1938年 |                                                  | パール・S・バック Pearl S. Buck                                          | アメリカ合衆国                             | 文学         | 中国における農民の生活の豊かにして真実な叙事詩的描写と、彼女の伝記的諸傑作に対して                               |
| 1945年 |                                                  | ガブリエラ・ミストラル Gabriela Mistral                                  | チリ                                       | 文学         | その力強い動機に触発された抒情詩によって、彼女の名がラテンアメリカの理想主義的な願望の象徴と化したこと           |
| 1946年 |                                                  | エミリー・グリーン・ボルチ Emily Greene Balch                            | アメリカ合衆国                             | 平和         | 婦人国際平和自由連盟名誉国際会長として                                                                           |
| 1947年 |                                                  | ゲルティー・コリ Gerty Theresa Cori                                      | アメリカ合衆国 （ チェコスロバキア出身）   | 生理学・医学 | グリコーゲンの触媒的分解経路の発見                                                                               |
| 1963年 |                                                  | マリア・ゲッパート＝メイヤー Maria Goeppert-Mayer                        | アメリカ合衆国                             | 物理学       | 原子核の殻構造に関する発見                                                                                       |
| 1964年 |                                                  | ドロシー・ホジキン Dorothy Crowfoot Hodgkin                              | イギリス                                   | 化学         | X線回折法による生体物質の分子構造の決定                                                                          |
| 1966年 |                                                  | ネリー・ザックス Nelly Sachs                                             | スウェーデン · （ ドイツ帝国出身）         | 文学         | イスラエルの運命を伝える優れた詩と劇作に対して                                                                   |
| 1976年 |                                                  | ベティ・ウィリアムズ Betty Williams                                      | イギリス                                   | 平和         | 北アイルランド平和運動への貢献                                                                                   |
| 1976年 | マイレッド・コリガン・マグワイア Mairead Maguire |                                                                          | イギリス                                   | 平和         | 北アイルランド平和運動への貢献                                                                                   |
| 1977年 |                                                  | ロサリン・ヤロー Rosalyn Sussman Yalow                                   | アメリカ合衆国                             | 生理学・医学 | ペプチドホルモンのラジオイムノアッセイ法の開発                                                                   |
| 1979年 |                                                  | マザー・テレサ Mother Teresa                                             | インド （ オスマン帝国出身）               | 平和         | 神の愛の宣教者会の創設者                                                                                         |
| 1982年 |                                                  | アルバ・ライマル・ミュルダール Alva Myrdal                               | スウェーデン                               | 平和         | 国連の軍縮交渉において重要な役割を果たし、国際的な認知を得た、壮大な実績に対して                                 |
| 1983年 |                                                  | バーバラ・マクリントック Barbara McClintock                              | アメリカ合衆国                             | 生理学・医学 | 可動遺伝因子の発見                                                                                               |
| 1986年 |                                                  | リータ・レーヴィ＝モンタルチーニ Rita Levi-Montalcini                    | イタリア アメリカ合衆国                    | 生理学・医学 | 成長因子の発見                                                                                                   |
| 1988年 |                                                  | ガートルード・エリオン Gertrude B. Elion                                 | アメリカ合衆国                             | 生理学・医学 | 薬物療法における重要な原理の発見                                                                                 |
| 1991年 |                                                  | ナディン・ゴーディマー Nadine Gordimer                                   | 南アフリカ共和国                           | 文学         | 彼女の壮大な叙事詩が、「アルフレッド・ノーベルの言葉」に即した、人文主義にとっての重要な利益であったこと         |
| 1991年 |                                                  | アウン・サン・スー・チー Aung San Suu Kyi                                | ミャンマー                                 | 平和         | 人権と民主主義の確立のための非暴力闘争に対して                                                                   |
| 1992年 |                                                  | リゴベルタ・メンチュウ Rigoberta Menchú                                  | グアテマラ                                 | 平和         | 先住民の人権と権利の向上のための努力に対して                                                                     |
| 1993年 |                                                  | トニ・モリソン Toni Morrison                                             | アメリカ合衆国                             | 文学         | 先見的な力と詩的な重要性によって特徴付けられた小説で、アメリカの現実の重要な側面に生気を与えたこと               |
| 1995年 |                                                  | クリスティアーネ・ニュスライン＝フォルハルト Christiane Nüsslein-Volhard | ドイツ                                     | 生理学・医学 | 初期胚発生における遺伝的制御に関する発見                                                                         |
| 1996年 |                                                  | ヴィスワヴァ・シンボルスカ Wisława Szymborska                            | ポーランド                                 | 文学         | 皮肉を孕んだ緻密な詩によって、人間の現実性の欠片に光を当て、その歴史的・生物学的文脈を浮き彫りにした             |
| 1997年 |                                                  | ジョディ・ウィリアムズ Jody Williams                                     | アメリカ合衆国                             | 平和         | 対人地雷の禁止および除去に対する貢献                                                                             |
| 2003年 |                                                  | シーリーン・エバーディー Shirin Ebadi                                    | イラン                                     | 平和         | 民主主義と人権、特に女性と児童の人権擁護に対する貢献                                                             |
| 2004年 |                                                  | リンダ・バック Linda B. Buck                                             | アメリカ合衆国                             | 生理学・医学 | 嗅覚受容体および嗅覚系組織の発見                                                                                 |
| 2004年 |                                                  | エルフリーデ・イェリネク Elfriede Jelinek                                | オーストリア                               | 文学         | その小説と劇作における音楽的な声と対声によって、社会の不条理と抑圧を並外れた言葉への情熱を持って描き出した       |
| 2004年 |                                                  | ワンガリ・マータイ Wangari Maathai                                       | ケニア                                     | 平和         | 持続可能な開発、民主主義と平和に対する貢献                                                                       |
| 2007年 |                                                  | ドリス・レッシング Doris Lessing                                         | イギリス                                   | 文学         | 女性の経験を描く叙事詩人であり、懐疑と激情、予見力をもって、対立する文明を吟味した                               |
| 2008年 |                                                  | フランソワーズ・バレ＝シヌシ Françoise Barré-Sinoussi                    | フランス                                   | 生理学・医学 | ヒト免疫不全ウイルスの発見                                                                                       |
| 2009年 |                                                  | アダ・ヨナス Ada E. Yonath                                               | イスラエル                                 | 化学         | リボソームの構造と機能の研究                                                                                     |
| 2009年 |                                                  | エリザベス・H・ブラックバーン Elizabeth H. Blackburn                     | アメリカ合衆国 オーストラリア              | 生理学・医学 | テロメアとテロメラーゼ酵素が染色体を保護する機序の発見                                                           |
| 2009年 |                                                  | キャロル・W・グライダー Carol W. Greider                                 | アメリカ合衆国                             | 生理学・医学 | テロメアとテロメラーゼ酵素が染色体を保護する機序の発見                                                           |
| 2009年 |                                                  | ヘルタ・ミュラー Herta Müller                                            | ドイツ （ ルーマニア社会主義共和国出身）   | 文学         | 凝縮した詩と率直な散文によって、収奪された人々の風景を描いた                                                     |
| 2009年 |                                                  | エリノア・オストロム Elinor Ostrom                                       | アメリカ合衆国                             | 経済学       | 経済的なガバナンス、特に共有資源に関する分析                                                                     |
| 2011年 |                                                  | エレン・ジョンソン・サーリーフ Ellen Johnson Sirleaf                     | リベリア                                   | 平和         | 女性の安全及び平和構築活動に女性が全面的に参加できる権利を求める非暴力な活動                                     |
| 2011年 | レイマ・ボウィ Leymah Gbowee                     |                                                                          | リベリア                                   | 平和         | 女性の安全及び平和構築活動に女性が全面的に参加できる権利を求める非暴力な活動                                     |
| 2011年 |                                                  | タワックル・カルマン Tawakkol Karman                                     | イエメン                                   | 平和         | 女性の安全及び平和構築活動に女性が全面的に参加できる権利を求める非暴力な活動                                     |
| 2013年 |                                                  | アリス・マンロー Alice Munro                                             | カナダ                                     | 文学         | 現代短編小説の名手として                                                                                         |
| 2014年 |                                                  | マイブリット・モーセル May-Britt Moser                                   | ノルウェー                                 | 生理学・医学 | 脳内の空間認知システムを構成する細胞の発見                                                                       |
| 2014年 |                                                  | マララ・ユスフザイ Malala Yousafzai                                      | パキスタン                                 | 平和         | 児童と青年への抑圧に対する戦い及び児童の教育を受ける権利への貢献を称えて                                         |
| 2015年 |                                                  | 屠呦呦 Tu Youyou                                                         | 中国                                       | 生理学・医学 | マラリアに対する新たな治療法に関する発見                                                                         |
| 2015年 |                                                  | スヴェトラーナ・アレクシエーヴィッチ Svetlana Alexievich                 | ベラルーシ                                 | 文学         | 我々の時代における苦難と勇気の記念碑と言える多声的な叙述に対して                                                 |
| 2018年 |                                                  | ドナ・ストリックランド Donna Strickland                                  | カナダ                                     | 物理学       | 超高出力・超短パルスレーザーの生成方法の開発                                                                     |
| 2018年 |                                                  | フランシス・アーノルド Frances Arnold                                    | アメリカ合衆国                             | 化学         | 酵素の指向性進化法の開発                                                                                         |
| 2018年 |                                                  | ナーディーヤ・ムラード Nadia Murad                                       | イラク                                     | 平和         | 戦場や紛争において兵器として用いられる戦時性暴力を終結させるための努力に対して                                   |
| 2018年 |                                                  | オルガ・トカルチュク Olga Tokarczuk                                      | ポーランド                                 | 文学         | 博学的な情熱によって、生き方としての越境を象徴する物語の想像力に対して                                           |
| 2019年 |                                                  | エスター・デュフロ Esther Duflo                                          | フランス                                   | 経済学       | 世界の貧困を改善するための実験的アプローチに関する功績                                                           |
| 2020年 |                                                  | アンドレア・ゲズ Andrea M. Ghez                                          | アメリカ合衆国                             | 物理学       | 銀河系の中心にある超大質量コンパクト天体の発見                                                                   |
| 2020年 |                                                  | エマニュエル・シャルパンティエ Emmanuelle Charpentier                    | フランス                                   | 化学         | ゲノム編集手法の開発                                                                                             |
| 2020年 |                                                  | ジェニファー・ダウドナ Jennifer A. Doudna                                | アメリカ合衆国                             | 化学         | ゲノム編集手法の開発                                                                                             |
| 2020年 |                                                  | ルイーズ・グリュック Louise Glück                                        | アメリカ合衆国                             | 文学         | 個人の存在を普遍的にする、厳粛な美しさを伴う紛れもない詩的な創作に対して                                         |
| 2021年 |                                                  | マリア・レッサ Maria Ressa                                               | フィリピン                                 | 平和         | 民主主義と永続的な平和の前提条件である表現の自由を守るための努力に対して                                         |
| 2022年 |                                                  | キャロライン・ベルトッツィ Carolyn R. Bertozzi                           | アメリカ合衆国                             | 化学         | クリックケミストリーと生体直交化学の開発                                                                         |
| 2022年 |                                                  | アニー・エルノー Annie Ernaux                                            | フランス                                   | 文学         | 個人的な記憶の根源と疎外、および集団的抑圧を暴いた勇気と分析的鋭敏さに対して                                     |
| 2023年 |                                                  | カリコー・カタリン Katalin Karikó                                        | ハンガリー · アメリカ合衆国                | 生理学・医学 | 新型コロナウイルス感染症に対する効果的なmRNAワクチンの開発を可能にしたヌクレオシド塩基修飾に関する発見           |
| 2023年 |                                                  | アンヌ・リュイリエ Anne L'Huillier                                       | フランス · スウェーデン                    | 物理学       | 物質中の電子の動きの測定を可能にするアト秒パルス光を生成する実験手法の開発                                       |
| 2023年 |                                                  | ナルゲス・モハンマーディ Narges Mohammadi                                | イラン                                     | 平和         | イランにおける女性の抑圧に対する彼女の戦いとすべての人々の人権と自由を促進するための彼女の戦いに対して           |
| 2023年 |                                                  | クラウディア・ゴールディン Claudia Goldin                                | アメリカ合衆国                             | 経済学       | 労働市場における女性の成果についての理解を深めたことに対して                                                     |
| 2024年 |                                                  | 韓江 Han Kang                                                            | 韓国                                       | 文学         | 歴史的なトラウマと対峙し、人間の生命の儚さを露呈させた、迫力ある詩的な散文に対して                               |